# Miguel Ángel Azofeifa
Miguel Ángel Azofeifa es un pintor costarricense especializado en obras "con ricas texturas, colores brillantes, contrastes y movimiento" Solano (2009).

## Técnica pictórica
Azofeifa emplea varias técnicas entre las que se pueden resaltar el óleo, el acrílico, diversas tintas para litografía e incluso materiales orgánicos como arena, conchas y restos de aserrín. aunque únicamente es pintor, el artista también utiliza materiales de otras disciplinas como películas de color muy transparentes. En ocasiones ha manifestado su preferencia por las texturas que permite la pintura acrílica y las veladuras con óleo. Su fin confeso es buscar la belleza en sí misma..
Una de sus fuentes de inspiración es los paisajes tropicales y su fin es buscar el placer de los espectadores antes que ser una forma de expresión personal. Suele buscar la armonía en sus composiciones sobre la tensión y rehúye incluir contenidos políticos o sociales por considerar a otras técnicas como la fotografía o la literatura más adecuadas para difundir este tipo de mensajes (Solano, 2009).

## Exposiciones internacionales
El artista costarricences ha exhibido en varios países entre los que se pueden destacar Panamá, Estados Unidos, España, Italia e Indonesia. Sin embargo, una de sus exposiciones más recogidas por los medios fue  Abstracción: camino a la libertad conjunto de 24 obras exhibidas del 2 al 11 de febrero de 2010 en Galería X en la capital eslovaca, Bratislava.
Junto a otros 23 creaciones del también costarricense Franklin Mata realizó una exposición itinerante por las ciudades eslovacas: Senica, Malacky y Skalica en febrero, abril y octubre de 2010.

## Premios obtenidos
Primer premio en la categoría pintura en el VI Encuentro Internacional de Arte y Poesía, en Victoria entre Ríos, Argentina (Solano, 2009).